# Charles Mourain de l'Herbaudière
 (mai 2022).
La mise en forme du texte ne suit pas les recommandations de Wikipédia : il faut le « wikifier ».
Les points d'amélioration suivants sont les cas les plus fréquents :
- Les titres sont pré-formatés par le logiciel. Ils ne sont ni en capitales, ni en gras.
- Le texte ne doit pas être écrit en capitales (les noms de famille non plus), ni en gras, ni en italique, ni en « petit »…
- Le gras n'est utilisé que pour surligner le titre de l'article dans l'introduction, une seule fois.
- L'italique est rarement utilisé : mots en langue étrangère, titres d'œuvres, noms de bateaux, etc.
- Les citations ne sont pas en italique mais en corps de texte normal. Elles sont entourées par des guillemets français : « et ».
- Les listes à puces sont à éviter, des paragraphes rédigés étant largement préférés. Les tableaux sont à réserver à la présentation de données structurées (résultats, etc.).
- Les appels de note de bas de page (petits chiffres en exposant, introduits par l'outil «  Source ») sont à placer entre la fin de phrase et le point final[comme ça].
- Les liens internes (vers d'autres articles de Wikipédia) sont à choisir avec parcimonie. Créez des liens vers des articles approfondissant le sujet. Les termes génériques sans rapport avec le sujet sont à éviter, ainsi que les répétitions de liens vers un même terme.
- Les liens externes sont à placer uniquement dans une section « Liens externes », à la fin de l'article. Ces liens sont à choisir avec parcimonie suivant les règles définies. Si un lien sert de source à l'article, son insertion dans le texte est à faire par les notes de bas de page.
- La présentation des références doit suivre les conventions bibliographiques. Il est recommandé d'utiliser les modèles {{Ouvrage}}, {{Chapitre}}, {{Article}}, {{Lien web}} et/ou {{Bibliographie}}. Le mode d'édition visuel peut mettre en forme automatiquement les références.
- Insérer une infobox (cadre d'informations à droite) n'est pas obligatoire pour parachever la mise en page.

Pour une aide détaillée, merci de consulter Aide:Wikification.
Si vous pensez que ces points ont été résolus, vous pouvez retirer ce bandeau et améliorer la mise en forme d'un autre article.
Charles Mourain de l'Herbaudière, né le 28 août 1734 à Sallertaine et mort le 13 mai 1793 aux Sables-d'Olonne, est un homme politique français ainsi qu'un rebelle royaliste actif au début de la Guerre de Vendée.

## Biographie

### Jeunesse et éducation
Par son père Pierre Mourain des Bouchauds, Charles descend d'une famille bourgeoise installée depuis le XIVe siècle en Vendée. L'ancêtre Mourain étant à l'origine de cette branche est Stephen of Moore, soldat anglais ayant été envoyé par son père en France pour combattre lors de la Guerre de Cent Ans. Ayant été vaincu à la bataille de Chizé du 21 mars 1373, Stephen of Moore refuse de retourner en Angleterre et trouve refuge chez Jacques Baraillon, riche bourgeois de Saint-Jean-de-Monts. Ce dernier l'engage alors comme assistant pour gérer ses affaires et finit même par donner la main de sa fille en récompense de son travail. Dès lors, la famille des Mourain entretient des possessions foncières et/ou des charges à responsabilités qui lui permet de s'implanter durablement dans l'élite locale. Charles Mourain de l'Herbaudière passe donc la première partie de sa jeunesse dans un certain confort de vie, son père étant notaire royal de Sallertaine et procureur à La Garnache. Aux alentours de sa majorité (25 ans pour les hommes à l'époque), il part étudier à l'université de Poitiers, où il décroche ensuite sa licence en Droit canon et Droit civil le 12 mai 1759.

### Carrière administrative
Cette licence permet ensuite à Charles Mourain de l'Herbaudière de se rapprocher des élites dirigeant la généralité de Poitiers. Il est ainsi rapidement choisi comme subdélégué par Paul Esprit Marie de La Bourdonnaye, l'intendant de la ville, avec la spécialité de la charge des îles de Noirmoutier et de Bouin. Alternant ses résidences sur les deux îles, il y fréquente notamment la bourgeoisie de Noirmoutier et se lie d'amitié avec la famille Jacobsen. Le membre éminent de cette dernière, Cornil Guislain Jacobsen, est un riche propriétaire ayant fortement encouragé la production agricole de l'île après avoir sauvé Noirmoutier de la disette en 1755. Le mariage qui est donc organisé avec sa fille Elisabeth Victoire Jacobsen, le 5 février 1771, est le fruit d'une alliance entre la bourgeoisie des villes incarnée par Charles Mourain de l'Herbaudière et celle des campagnes incarnée par les Jacobsen. Pour autant, il est intéressant de constater qu'aucune terre n'est cédée en dot par Cornil Guislain Jacobsen à son gendre.
Le 10 mai 1774, Louis XVI succède à son père qui avait acheté Noirmoutier à Louis V Joseph de Bourbon-Condé pour 1 700 000 livres en 1767. Soucieux de préserver les privilèges de cette île vendéenne, souvent qualifiée d'étrangère, Charles Mourain de l'Herbaudière écrit une lettre à l'intendant datée du 20 décembre 1774. En effet, comme à chaque nouvel avènement royal, il est de coutume pour les différentes parties de provinces de faire remonter au roi successeur les demandes de maintien des privilèges locaux. Surtout que, dans le cas de Noirmoutier, l'absorption au domaine royal avait été synonyme de réduction sensible des différences de traitement entre l'île et le reste de la province.
Cependant, à partir de 1776, il quitte les îles pour administrer le domaine familial à Sallertaine alors que son père est de plus en plus âgé, il est alors avocat au Parlement de Paris depuis 1773. Son père meurt le 13 octobre 1778 au lieu-dit des Bouchauds, hameau de la famille, là où Charles Mourain de l'Herbaudière revient s'installer. Après la naissance de son huitième enfant, en 1784, il retourne enfin s'installer à Noirmoutier. Probablement dans l'espoir d'accéder à la petite noblesse, il achète, aux environs de 1789 et à l'aide du pécule qu'il a pu engranger de sa gestion de ses domaines et de ses rentes, la charge très onéreuse de conseiller-secrétaire du Roi, Maison, Couronne de France.

### Période révolutionnaire
La Révolution française qui débute le 14 juillet 1789 met cependant fin à cet hypothétique projet, notamment avec l'abolition des privilèges féodaux actée le 4 août de la même année. Sans pour autant le priver des avantages de ses possessions, Charles Mourain abandonne sa particule de l'Herbaudière peut-être par méfiance des réactions de certains des plus actifs révolutionnaires locaux contre lui. Pourtant, aux débuts de la Révolution, il n'est pas un opposant absolu et cherche plutôt à tirer profit de cette nouvelle situation en cherchant à gagner en influence. Il arrive donc à se faire nommer maire de Noirmoutier et co-signe, en janvier 1790, avec d'autres vendéens, une lettre destinée à l'Assemblée Nationale critiquant le choix de Fontenay-le-Comte comme chef-lieu du nouveau département de la Vendée, préférant Les Sables-d'Olonne. Plus étonnant encore, il accepte, en 1791, d'être envoyé comme expert pour faire l'inventaire des biens des établissements ecclésiastiques dans le district de Challans. De plus, le 27 février de la même année, à l'Abbaye Saint-Philibert de Noirmoutier, il prononce un discours à l'attention des prêtres ayant fait serment : « Votre patriotisme, Messieurs, nous est assez connu au Conseil général de cette Municipalité et paroisse, pour croire que les principes de la Religion le fortifient encore de plus en plus. La dernière instruction décrétée par l'Assemblée Nationale le 21 janvier dernier et sanctionnée par le Roy le 26 du même mois est une preuve bien convaincante que la Religion catholique, apostolique et romaine sera maintenue et conservée moyennant la grâce de Dieu. C'est ce que nous espérons et nous faisons les mêmes vœux que le clergé de France. »
Pourtant, catholique pratiquant, les attaques répétées contre l'Église qui surviennent après l'exécution de Louis XVI le 21 janvier 1793 vont faire basculer Charles Mourain dans le camp royaliste anti-républicain. Il participe dès ses débuts à la Guerre de Vendée, en mars 1793, notamment le 19 avec la prise relativement aisée de Noirmoutier. Le mois suivant, le 25 avril 1793, les troupes républicaines reprennent l'île et Charles Mourain est probablement blessé lors de la défense. Après la pacification de Noirmoutier par les révolutionnaires, il est destitué et est remplacé par Alexandre-Antoine de La Rue de Francy, originaire de Conches-en-Ouche. Noirmoutier étant une place stratégique pour chercher des soutiens anti-révolutionnaires à l'étranger, elle y a vu passer quelques figures de la révolte comme le général Charette ou Maurice d'Elbée.
Au procès qui se déroule alors le 3 mai 1793 aux Sables d'Olonne, il est accusé de révolte et est condamné à la peine capitale. Son exécution se déroule le soir du 13 mai avec onze autres insurgés sur le Remblai, proche de la prison (l'actuel palais de justice),.